# Bayfield (Wisconsin)
Bayfield è un comune degli Stati Uniti, situato in Wisconsin e in particolare nella Contea di Bayfield.